# Collegium Medicum Uniwersytetu Warmińsko-Mazurskiego
Collegium Medicum Uniwersytetu Warmińsko-Mazurskiego – jednostka Uniwersytetu Warmińsko-Mazurskiego ukierunkowana na kształcenie studentów w naukach medycznych. Collegium Medicum tworzą: Wydział Lekarski i Szkoła Zdrowia Publicznego. Pierwsza inauguracja odbyła się 3 października 2017. Collegium Medicum Uniwersytetu Warmińsko-Mazurskiego powstało na bazie przekształconego Wydziału Nauk Medycznych. Pierwszym prorektorem ds. Collegium Medicum, a wcześniej pierwszym dziekanem i jednocześnie współtwórcą Wydziału Nauk Medycznych był prof. dr hab. n. med. Wojciech Maksymowicz.

## Historia
Wydział Nauk Medycznych został powołany uchwałą z 17 lipca 2007 Senatu UWM. Jako samodzielna jednostka zainaugurował działalność 1 października 2007 roku. W pierwszym roku działalności Wydziału kontynuowano prowadzenie studiów I stopnia na kierunku pielęgniarstwo (w latach 2002–2007 realizowane na Wydziale Biologii) oraz rozpoczęto przygotowania do uruchomienia studiów na kierunku lekarskim oraz studiów II stopnia na kierunku pielęgniarstwo. Powołano Radę Programową Kierunku Lekarskiego, opracowując szczegółowy program studiów, uwzględniając docelowe wprowadzenie nowoczesnych metod nauczania, pozyskując z całego kraju samodzielnych pracowników naukowych i zgodnie z opracowanym harmonogramem, systematycznie tworząc kolejne katedry, zakłady, kliniki i oddziały kliniczne. Jednocześnie podjęto starania o przejęcie od Ministra Obrony Narodowej 103 Szpitala Wojskowego.
W wyniku porozumienia z Marszałkiem Województwa Warmińsko-Mazurskiego podpisano umowę z dyrektorami Wojewódzkiego Szpitala Specjalistycznego, Wojewódzkiego Specjalistycznego Szpitala Dziecięcego, Samodzielnego Publicznego Zespołu Gruźlicy i Chorób Płuc w Olsztynie oraz Wojewódzkiego Szpitala Rehabilitacji Dzieci w Ameryce koło Olsztynka, na udostępnienie kolejnych oddziałów jako bazy obcej nowo tworzonych klinik, oddziałów klinicznych i zakładów. Podobne porozumienie podpisano z dyrektorem Szpitala MSWiA z Warmińsko-Mazurskim Centrum Onkologii w Olsztynie. 1 października 2008 roku uroczyście zainaugurowano studia na kierunku lekarskim.
1 maja 2009 roku doszło do przejęcia 103 Szpitala Wojskowego w Olsztynie przez Uczelnię jako Szpital uniwersytecki z Przychodnią SP ZoZ UWM, który w czerwcu 2009 roku został otwarty przez ówczesną Minister Zdrowia – Ewę Kopacz.
1 października 2010 roku rozpoczęto studia anglojęzyczne na kierunku lekarskim.
Uniwersytet Warmińsko-Mazurski dokonał dużego wysiłku organizacyjnego, a także poniósł duże koszty własne na adaptację obiektów dla nowo tworzonych katedr i zakładów. Przygotowano liczne projekty pozyskujące środki z funduszy Unii Europejskiej w ramach różnych źródeł finansowania.
28 lutego 2011 r. Centralna Komisja do spraw Tytułów i Stopni Naukowych przyznała Wydziałowi Nauk Medycznych Uniwersytetu Warmińsko-Mazurskiego uprawnienia do nadawania stopnia naukowego doktora nauk medycznych, a w 2016 przyznano uprawnienia do nadawania stopnia doktora habilitowanego w dziedzinie nauk medycznych. 1 lipca 2012 szpital został przemianowany na Uniwersytecki Szpital Kliniczny.
Collegium Medicum powstało decyzją Konwentu Uniwersytetu Warmińsko-Mazurskiego zwołanego 19 kwietnia 2017. Nowa jednostka organizacyjna powstała na bazie dotychczasowego Wydziału Nauk Medycznych. Jednocześnie wyodrębniono w nim dwie jednostki: Wydział Lekarski oraz Wydział Nauk o Zdrowiu. Pierwsza inauguracja roku akademickiego w Collegium Medicum odbyła się 3 października 2017.
Pierwszym dziekanem Wydziału Lekarskiego został prof. Andrzej Rynkiewicz, a Wydziału Nauk o Zdrowiu prof. Anna Doboszyńska.

### Wydział Lekarski
Wydział Lekarski został utworzony na mocy zarządzenia nr 47/2017 Rektora Uniwersytetu Warmińsko-Mazurskiego w Olsztynie z dnia 26 maja 2017 roku w sprawie podziału Wydziału Nauk Medycznych i utworzenia dwóch podstawowych jednostek organizacyjnych Uczelni o nazwach: Wydział Lekarski i Wydział Nauk o Zdrowiu.
Uchwałą Nr 157 Senatu Uniwersytetu Warmińsko-Mazurskiego w Olsztynie z dnia 26 maja 2017 roku przyporządkowano do Wydziału Lekarskiego kierunek lekarski, a uchwałą Nr 159 również z dnia 26 maja 2017 roku przyznano zachowanie uprawnień do nadawania stopnia doktora lub doktora habilitowanego na Wydziale Lekarskim.

### Szkoła Zdrowia Publicznego
Wydział Nauk o Zdrowiu został utworzony na mocy zarządzenia nr 47/2017 Rektora Uniwersytetu Warmińsko-Mazurskiego w Olsztynie z dnia 26 maja 2017 roku w sprawie podziału Wydziału Nauk Medycznych i utworzenia dwóch podstawowych jednostek organizacyjnych Uczelni o nazwach: Wydział Lekarski i Wydział Nauk o Zdrowiu.
Uchwałą Nr 158 Senatu Uniwersytetu Warmińsko-Mazurskiego w Olsztynie z dnia 26 maja 2017 roku przyporządkowano do Wydziału Nauk o Zdrowiu kierunki studiów: dietetyka, pielęgniarstwo, położnictwo oraz ratownictwo medyczne.
1 stycznia 2020 dokonano przekształcenia dotychczasowego Wydziału w Szkołę Zdrowia Publicznego. Bezpośrednią przyczyną jest uzyskanie oceny ministerialnej „C” przez jednostkę. Zgodnie z założeniami szkoła w tym kształcie ma funkcjonować do 2025 roku. Do tego czasu Uczelnia będzie pracowała nad podsieniem oceny, by znów wrócić do pracy w ramach wydziału. Decyzja wywołała spór w środowisku naukowym, w następstwie którego dotychczasowa dziekan zgłosiła rezygnację, zastąpiła ją prof. dr hab. n. biol. Ewa Dzika. Po zmianach w jednostce pierwszym dyrektorem Szkoły została dr hab. n. med. Jadwiga Snarska, prof. UWM.

## Kierunki studiów
- Dietetyka
- Lekarski (w języku polskim i angielskim)
- Pielęgniarstwo
- Położnictwo
- Ratownictwo medyczne
- Fizjoterapia[12]

## Władze uczelni

### Prorektor ds. Collegium Medicum Uniwersytetu Warmińsko-Mazurskiego w Olsztynie
- prof. dr hab. n. med. Wojciech Maksymowicz (2017–2019)
- prof. dr hab. n. med. Sergiusz Nawrocki (2019–2024)
- dr hab. n. med. Magdalena Krajewska-Włodarczyk, prof. UWM[13]

### Wydział Lekarski
- Dziekan:
  - prof. dr hab. n. med. Andrzej Rynkiewicz (2017–2019)
  - dr hab. n. med. Leszek Gromadziński, prof. UWM (od 2019)

### Wydział Nauk o Zdrowiu/Szkoła Zdrowia Publicznego
- Dziekan:
  - dr hab. n. med. Anna Doboszyńska (2017–2019)
  - prof. dr hab. n. biol. Ewa Dzika (od 2019 do 31 grudnia 2019)
- Dyrektor:
  - dr hab. n. med. Jadwiga Snarska, prof. UWM (od 1 stycznia 2020)

## Struktura organizacyjna
1. Katedra Analityki Medycznej
2. Katedra Anatomii
3. Katedra Anestezjologii i Intensywnej Terapii
  - Oddział Kliniczny Anestezjologii i Intensywnej Terapii
  - II Oddział Kliniczny Anestezjologii i Intensywnej Terapii
4. Katedra Biologii Medycznej
5. Katedra Chirurgii
  - Klinika Chirurgii Ogólnej
  - Klinika Chirurgii Naczyniowej, Ogólnej i Onkologicznej
  - Oddział Kliniczny Chirurgii Dziecięcej
  - Oddział Kliniczny Torakochirurgii
6. Katedra Chirurgii Ogólnej i Małoinwazyjnej
  - Klinika Chirurgii Ogólnej i Małoinwazyjnej
  - Oddział Kliniczny Urologii
7. Katedra Chorób Wewnętrznych
  - Klinika Endokrynologii, Diabetologii i Chorób Wewnętrznych
  - Klinika Nefrologii, Hipertensjologii i Chorób Wewnętrznych
  - Oddział Kliniczny Hematologii
8. Katedra Chorób Wewnętrznych, Gastroenterologii, Kardiologii i Infekcjologii
  - Klinika Chorób Wewnętrznych, Gastroenterologii i Hepatologii
  - Oddział Kliniczny Chorób Wewnętrznych
  - Oddział Kliniczny Kardiologii
  - Klinika Pulmonologii
9. Katedra Farmakologii i Toksykologii
10. Katedra Fizjologii Człowieka
11. Katedra Histologii i Embriologii Człowieka
12. Katedra Neurologii i Neurochirurgii
  - Klinika Neurochirurgii
  - Oddział Kliniczny Neurologii
  - Oddział Kliniczny Neurochirurgii
  - Oddział Kliniczny Rehabilitacji Ogólnej i Neurologicznej
13. Katedra Onkologii
  - Klinika Radioterapii
  - Klinika Chirurgii Onkologicznej i Ogólnej
  - Oddział Kliniczny Chemioterapii
  - Oddział Kliniczny Chirurgii Onkologicznej
  - Oddział Kliniczny Ginekologii Onkologicznej
14. Katedra Patofizjologii
15. Katedra Patomorfologii
  - Zakład Patomorfologii
16. Katedra Pediatrii
17. Katedra Pediatrii Klinicznej
  - Klinika Pediatrii
  - Oddział Kliniczny Patologii i Wad Wrodzonych Noworodków i Niemowląt
  - Oddział Kliniczny Pediatryczny i Hematologiczno – Onkologiczny
18. Katedra Pielęgniarstwa
19. Katedra Podstawowych Nauk Medycznych
20. Katedra Medycyny Ratunkowej
  - Oddział Kliniczny Medycyny Ratunkowej
21. Katedra Rehabilitacji
  - Klinika Rehabilitacji
22. Katedra Zdrowia Publicznego Higieny, Epidemiologii i Mikrobiologii
23. Zakład Dydaktyki i Symulacji Medycznej
24. Katedra Ortopedii i Traumatologii
  - Klinika Ortopedii
  - Oddział Kliniczny Chirurgii Urazowo-Ortopedycznej
25. Katedra Radiologii
26. Katedra Otolaryngologii oraz Chorób Głowy i Szyi
  - Klinika Otolaryngologii oraz Chorób Głowy i Szyi
27. Katedra Dermatologii, Chorób Przenoszonych Drogą Płciową i Immunologii Klinicznej
  - Klinika Dermatologii, Chorób Przenoszonych Drogą Płciową i Immunologii Klinicznej
28. Katedra Ginekologii i Położnictwa
  - Klinika Ginekologii, Endokrynologii Ginekologicznej, Ginekologii Onkologicznej i Położnictwa
  - Oddział Kliniczny Ginekologiczno-Położniczy
29. Katedra Okulistyki
  - Oddział Kliniczny Okulistyki
30. Zakład Medycyny Rodzinnej
31. Katedra Psychiatrii
  - Klinika Psychiatrii
32. Katedra Kardiologii i Kardiochirurgii
  - Klinika Kardiologii
33. Katedra Medycyny Sądowej

## Baza lokalowa
| Obiekt                                                    | Adres                   | Osiedle                           | Rok wzniesienia budynku | Uwagi |
| Budynek Wydziału Nauk o Zdrowiu                           | ul. Żołnierska 14C      | Kościuszki                        |                         | W budynku mieszczą się m.in. Katedra Biologii Medycznej, Pielęgniarstwa oraz Farmakologii i Toksykologii |
| Uniwersytecki Szpital Kliniczny w Olsztynie               | ul. Warszawska 30       | Grunwaldzkie                      | 1885-1907               | Szpital kliniczny Wydziału Nauk Medycznych utworzony w 2009 roku na bazie 103 Szpitala Wojskowego. Na jego terenie mieszczą się m.in. dziekanat Wydziału Nauk Medycznych, Collegium Anatomicum, Katedra Fizjologii Człowieka, Katedra Histologii i Embriologii Człowieka oraz Oddziały Kliniczne Neurologii, Neurochirurgii, Chorób Wewnętrznych, Laryngologii, Okulistyki, Radiologii i inne.                                                                                                  |
| Wojewódzki Szpital Specjalistyczny w Olsztynie            | ul. Żołnierska 18/19    | Kormoran                          | 1970                    | Na terenie szpitala znajdują się liczne oddziały kliniczne: Ratunkowy, Anestezjologii i Intensywnej Terapii, Neurologiczny, Nefrologiczny, Hipertensjologii i Chorób Wewnętrznych, Endokrynologiczny, Diabetologiczny i Chorób Wewnętrznych, Chirurgii Ogólnej i Onkologicznej, Chirurgii Naczyniowej, Chirurgii Urazowo-Ortopedycznej, Neurochirurgiczny, Ginekologiczno-Położniczy, Kardiologiczny z OINK, Hematologiczny, Gastroenterologiczny, Neonatologii i Intensywnej Terapii Noworodka |
| Wojewódzki Specjalistyczny Szpital Dziecięcy w Olsztynie  | ul. Żołnierska 18a      | Kormoran                          | 1954                    | Na terenie szpitala znajdują się oddziały kliniczne: Chirurgii Dziecięcej, Patologii I Wad Wrodzonych Noworodków I Niemowląt, Onkologii I Hematologii Dziecięcej, Pediatryczny Wielospecjalistyczny Z Pododdziałem Kardiologii Dziecięcej, Katedra i Klinika Rehabilitacji. |
| Szpital MSW w Olsztynie                                   | al. Wojska Polskiego 37 | Wojska Polskiego                  | 1945                    | Na terenie szpitala znajdują się oddziały kliniczne: Chemioterapii, Chirurgii Ogólnej, Chirurgii Onkologicznej, Radioterapii, Szpitalny Oddział Ratunkowy |
| Szpital Pulmonologiczny w Olsztynie                       | ul. Jagiellońska 78     | Podleśna                          | 1907                    | Na terenie szpitala znajduje się Klinika Pulmonologii oraz Katedra Immunologii, Genetyki i Mikrobiologii |
| Miejski Szpital Zespolony w Olsztynie                     | ul. Niepodległości 44   | Podgrodzie                        | 1870                    | Na terenie szpitala znajduje się Katedra i Klinika Dermatologii oraz Oddział Reumatologii, odbywają się zajęcia z torakochirurgii, urologii, diagnostyki laboratoryjnej, kardiologii, ginekologii i położnictwa oraz chirurgii ogólnej |
| Powiatowy Zespół Opieki Zdrowotnej w Ostródzie            |                         | Ostróda (poza granicami Olsztyna) |                         | Na terenie szpitala odbywają się zajęcia z chorób zakaźnych |
| Wojewódzki Zespół Lecznictwa Psychiatrycznego w Olsztynie | al. Wojska Polskiego 35 | Wojska Polskiego                  |                         | Na terenie szpitala znajduje się Katedra i Klinika Psychiatrii |

Ponadto studenci, dzięki współpracy z innymi wydziałami uniwersytetu, mają możliwość odbywania zajęć m.in. na Wydziale Biologii i Biotechnologii, Wydziale Nauki o Żywności oraz w wielu jednostkach ogólnouczelnianych takich jak: Studium Języków Obcych, Regionalne Centrum Informatyczne czy Laboratorium Diagnostyki Molekularnej.

## Studenckie Koła Naukowe
Na Wydziale Nauk Medycznych funkcjonuje wiele kół naukowych pozwalających studentom rozwijać swoje zainteresowania:
- Koło Naukowe Anatomii,
- Koło Naukowe Pediatrii,
- Koło Naukowe Endokrynologii, Diabetologii i Zaburzeń Metabolizmu,
- Koło Naukowe Pielęgniarstwa i Nauk o Zdrowiu,
- Koło Naukowe Rehabilitacji,
- Koło Naukowe Onkologii,
- Koło Naukowe Parazytologów,
- Koło Naukowe Mikrobiologii Medycznej i Doświadczalnej,
- Koło Naukowe Ratownictwa Medycznego,
- Koło Naukowe Chirurgii Transplantacyjnej,
- Koło Internistczne „Naika-gakusei-kai”,
- Koło Naukowe Neurochirurgii,
- Koło Naukowe Fizjologów Doświadczalnych,
- Międzywydziałowe Koło Naukowe Biochemii Medycznej
- Koło Naukowe Kardiologii
- Koło Naukowe Patomorfologii
- Koło Naukowe Nefrologii
- Koło Naukowe Ginekologii i Położnictwa
- Koło Naukowe Chirurgii Dziecięcej
- Koło Naukowe Chirurgii Ogólnej
- Studenckie Koło Naukowe Badań w Zdrowiu Publicznym